# HD 19789
HD 19789 är en vid dubbelstjärna belägen i den södra delen av stjärnbilden Väduren. Den har en kombinerad skenbar magnitud av ca 6,11 och är mycket svagt synlig för blotta ögat där ljusföroreningar ej förekommer. Baserat på parallax enligt Gaia Data Release 2 på ca 8,4 mas, beräknas den befinna sig på ett avstånd på ca 390 ljusår (ca 120 parsek) från solen. Den rör sig bort från solen med en heliocentrisk radialhastighet på ca 8 km/s. Stjärnans position nära ekliptikan innebär att den är föremål för ockultationer med månen.

## Egenskaper
Primärstjärnan HD 19789 A är en orange till gul jättestjärna av spektralklass K0 IIIp där suffixnoten ”p” anger en ospecificerad ovanlighet i stjärnans spektrum. Den har förbrukat förrådet av väte i dess kärna och utvecklats bort från huvudserien. Den har en radie som är ca 11 solradier och har ca 59 gånger solens utstrålning av energi från dess fotosfär vid en effektiv temperatur av ca 4 800 K.
HD 19789 A har en följeslagare, HD 19789 B, som år 1982 låg med en vinkelseparation på 0,5 bågsekund vid en positionsvinkel av 23°.